# Чилисема
«Чилисема» (с эрз. — «Восход солнца») — ежемесячный иллюстрированный детско-юношеский журнал на эрзянском языке.

## История
Издаётся в Саранске с ноября 1931 года. До июня 1933 года выходил под названием «Якстере тешктине» («Красная звёздочка»). Тираж сначала составлял 970 экземпляров, затем вырос до 1,5 тысяч. С 1933 по 1941 год журнал носил название «Пионерэнь вайгель» («Голос пионера»). Первыми редакторами издания были О. Милаева, Ф. Буртаев, А. Лукьянов, А. Куторкин. В журнале печатались буквально все зачинатели эрзянской прозы и поэзии. В начале Великой Отечественной войны выпуск журнала был приостановлен.
Первым шагом возрождения стало открытие в 1964 году детского раздела-вкладыша в журнале «Сятко». С 1972 года детский раздел стал выходить как отдельное приложение к журналу. Знаменательным для детско-юношеского журнала стал 1988 год — «Чилисема» получила самостоятельный статус и начал выходить ежемесячно. До 1991 года журнал носил название «Пионерэнь вайгель», а затем был переименован в «Чилисема» («Восход»). В 2001 году объём журнала увеличен до 4 печатных листов.
На страницах журнала широко представлено творчество эрзянских писателей, освещается школьная жизнь, история родного края, печатаются вести из тех республик и областей, где проживают эрзяне.
Журнал выходит один раз в месяц. Подписной индекс 73935.

## Редакционная коллегия
- Н. И. Ишуткин (глав. редактор)
- К. Г. Абрамов
- А. В. Арапов (до июня 2011 )
- Е. В. Барцаева (худ. редактор)
- Маризь Кемаль (ответственный секретарь с 1989 года)
- Г. С.  Гребенцов
- В.И. Демин
- А.М. Доронин
- И. И. Карпов
- Н. С. Макушкин
- А.М. Шаронов
- Н. Е. Юткина